# 弗沃達瓦猶太會堂

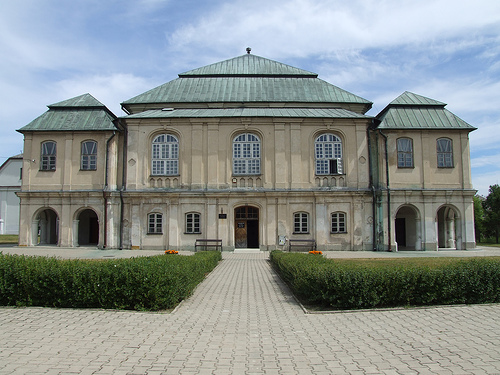
翻新之前的弗沃達瓦大猶太會堂

弗沃達瓦猶太會堂（波蘭語：Wielka Synagoga we Włodawie）是位於波蘭城市弗沃達瓦的一個建築群，包括兩座猶太會堂和一座猶太人行政大廈。現在這些建築得到保護，作為博物館使用。建築群包括修建於1764年至1774年的弗沃達瓦大猶太會堂、18世紀後期的小猶太會堂，以及1928年的社區大廈。這座建築是波蘭「保存最完好」的猶太會堂之一。
1901年，來自弗沃達瓦的猶太人移民在倫敦建立了名為弗沃達瓦的猶太會堂。

## 弗沃達瓦大猶太會堂

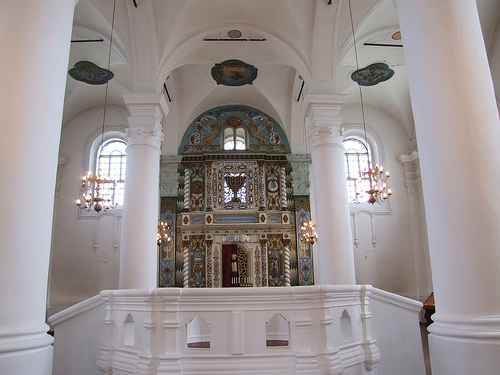
大猶太會堂的講壇和拱頂

大猶太會堂修建於1764年至1774年，以取代修建於1684年的木質猶太會堂。這座建築的外觀是巴洛克式，入口在一層，聖殿則高兩層。側翼令這座建築的結構類似於這一時期波蘭貴族宮殿和莊園的結構。翼樓部分設有女性祈禱室。三層銅屋頂是這座建築的另一特徵，而這也是波蘭－立陶宛聯邦木質猶太會堂的普遍特徵。波蘭第一份官方重要建築清單《波蘭王國古蹟全覽》（A General View of the Nature of Ancient Monuments in the Kingdom of Poland）將弗沃達瓦大猶太會堂描述為波蘭著名建築之一。

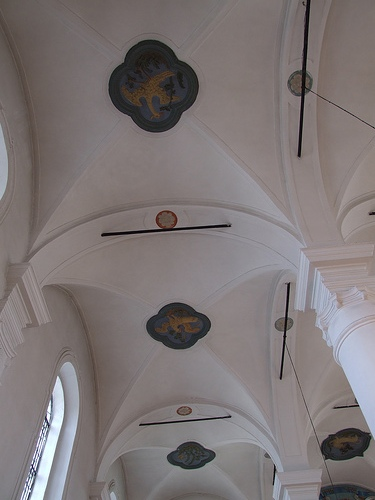
鳥和動物的玫瑰花結

會堂的牆壁和天花板經過塑形和粉刷，並飾有猶太和波蘭圖案。天花板上的玫瑰花結之一上裝飾有鸛的圖案，這也是波蘭極受歡迎的象徵之一。九個玫瑰花結中央的一個裝飾有鷹的圖案，而鷹同時是波蘭和以色列的象徵。

### 妥拉櫃

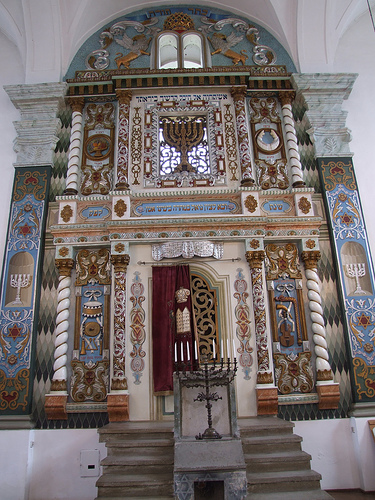
妥拉櫃

大猶太會堂的妥拉櫃極為精美。這座妥拉櫃建造於1936年，在2004年得到修復。現在的妥拉櫃按照老照片復原了之前的妥拉櫃，後者在1934年的大火中燒毀。
在納粹佔領波蘭期間，兩座猶太會堂都被德軍作為倉庫使用。1983年，兩座猶太會堂改為博物館。建築的修復工作持續至1998年。

## 小猶太會堂
小猶太會堂修建於1782年至1786年，是一座2+1⁄2層建築。小猶太會堂的前廳上方有一個女性祈禱室。在經過第一次世界大戰的破壞之後，會堂更換了窗戶，並部分進行改建。會堂有一塊牌匾紀念這一修復。
第二次世界大戰之後，小猶太會堂曾被用作車庫。1980年代，這座猶太會堂曾是沒有屋頂的廢墟。

## 弗沃達瓦猶太人社區的歷史
在1531年的盧布林就有有關弗沃達瓦猶太人社區的記載。猶太人曾佔弗沃達瓦人口的重要部分，主要從事工藝品生產和貿易。弗沃達瓦猶太人社區在1648年被大屠殺摧毀，但後來得到重建。1898年，弗沃達瓦的第一個錫安主義組織成立。
弗沃達瓦猶太會堂極為獨特。這不僅僅是因為其未被波蘭的納粹佔領者拆毀，且整個建築群完好無損。和波蘭其它眾多在共產時期被棄置或改做其他用途的猶太會堂不同，弗沃達瓦猶太會堂得到精心修復。

## 倫敦的弗沃達瓦猶太會堂
弗沃達瓦猶太會堂是位於英格蘭倫敦貝思納爾綠地的猶太會堂。這座猶太會堂創建於1901年，由來自波蘭弗沃達瓦的猶太人和倫敦的猶太人櫃子製造商創建。因此這座猶太會堂有兩個名字：弗沃達瓦猶太會堂（Wlodowa Synagogue）、聯合工人猶太會堂（United Workingmen's Synagogue）。移民猶太會堂經常以移民故鄉的城鎮命名。這座猶太會堂在1987年廢除。

## 外部連結
- The United Workmen's and Wlodowa Synagogue （页面存档备份，存于） on Jewish Communities and Records - UK （页面存档备份，存于） (hosted by jewishgen.org).

 维基共享资源上的相關多媒體資源：弗沃達瓦猶太會堂
51°33′01″N 23°33′02″E / 51.5502777778°N 23.5505555556°E